# Audla
Audla (Duits: Hauküll) is een plaats in de Estlandse gemeente Saaremaa, provincie Saaremaa. De plaats heeft de status van dorp (Estisch: küla).
Tot in oktober 2017 lag Audla in de gemeente Laimjala. In die maand werd Laimjala bij de fusiegemeente Saaremaa gevoegd.

## Bevolking
Het dorp had 39 inwoners op 31 december 2011 en 37 inwoners op 31 december 2021.

## Geschiedenis
Audla werd voor het eerst genoemd in 1453 onder de naam Wylken van Hankul tho Loppenkull. In 1464 stichtte Jacob Swarte een landgoed Hauckull. In 1623 kwam het landgoed in handen van de familie von Vietinghoff, die het samenvoegde met het landgoed Kuckemois (Estisch: Kukemõisa), dat in de volgende jaren geheel in Audla opging. Vanaf 1798 tot de onteigening door het onafhankelijk geworden Estland in 1919 was het landgoed eigendom van de familie von Buhrmeister. De laatste eigenaar was in 1919 Charles von Buhrmeister.
Het landhuis van het landgoed is gebouwd in 1805. Na 1919 was in het gebouw een school gevestigd. Die sloot in de jaren zeventig. Sindsdien staat het gebouw leeg en is het in verval geraakt.
In de jaren twintig van de 20e eeuw ontstonden op het terrein van het voormalige landgoed de nederzettingen Jõe en Käo. In 1977 werden Jõe, Käo en Ollamäe bij Audla gevoegd. In 1997 werden Jõe en Käo weer zelfstandige dorpen. Ollamäe kwam niet terug als zelfstandig dorp, maar werd een deel van Käo.